# Nehtaur
Nehtaur es  una ciudad y municipio situado en el distrito de Bijnor en el estado de Uttar Pradesh (India). Su población es de 47834 habitantes (2011). 

## Demografía
Según el  censo de 2011 la población de Nehtaur era de 47834 habitantes, de los cuales 24947 eran hombres y 22887 eran mujeres. Nehtaur tiene una tasa media de alfabetización del 71,51%, superior a la media estatal del 67,68%: la alfabetización masculina es del 75,67%, y la alfabetización femenina del 66,99%.